# Writing’s on the Wall
Writing’s on the Wall ist das Titellied des 24. offiziellen James-Bond-Films Spectre und wurde von Sam Smith gesungen, der das Lied zusammen mit Jimmy Napes geschrieben hat. Die orchestrale Ballade gewann den Oscar als Bester Filmsong sowie einen Golden Globe in der gleichen Kategorie und war das erste James-Bond-Titellied auf Platz eins der britischen Charts.

## Beschreibung
Writing’s on the Wall ist ein getragener Popsong in einem klassischen Orchester-Arrangement. Smith hatte die Absicht, ein episches Liebeslied und zugleich einen angemessen klassischen Bond-Song zu schreiben. Die Beteiligten verglichen den Stil mehrfach mit dem ersten Bond-Titelsong Goldfinger. Im Speziellen aber sollte dieses Lied den romantischen Unterton von Spectre betonen. Der Liedtitel ist ein englisches Idiom, das dem deutschen Menetekel entspricht und auf ein biblisches Motiv zurückgeht. Es bedeutet, dass es unübersehbare Omen für ein drohendes und nur schwer abwendbares Unheil gibt.
Erstmals seit 1969 (We Have All the Time in the World – Louis Armstrong) beschreibt das Titellied eines James-Bond-Films wieder eine Romanze aus der männlichen Perspektive. Der Text ist in Form eines „Tagebuch-Eintrags“ geschrieben, inspiriert von Daniel Craigs verletzlicherer Interpretation der Hauptfigur. Der Ich-Erzähler gesteht seine Liebe im Angesicht einer Bedrohung aus seiner Vergangenheit, der er nicht entrinnen kann. Dies gibt ihm erstmals Geborgenheit und so fasst er den Mut, sich mit all seiner Erfahrung entgegenzustellen. Schließlich fragt er sich, ob er alles für diese überwältigende Liebe aufgeben soll.
Das Lied ist in F-Moll verfasst und mit 66 bpm aufgenommen. Smiths Stimme reicht darin von A♭3 bis D♭5, dem höchsten Ton, den er bislang zu singen hatte. Smith empfand dies als große sängerische Herausforderung, derer er sich erst mit den ersten Live-Vorführungen voll bewusst wurde. Den Aufbau des Songs hat Smith bewusst so gestaltet, dass es nach der sich aufbauenden Bridge klingt, als sei ihm die Luft genommen worden. Das erneute Crescendo kulminiere daraufhin in einer Orchesterfigur nach der Titelzeile.

## Hintergrund

### Wahl des Interpreten
Nachdem das Titellied des vorhergehenden Films Skyfall viele Preise wie den Oscar gewinnen konnte und kommerziell erfolgreich war, war die Aufmerksamkeit dieses Mal deutlich erhöht. Interpretin Adele wurde daher schnell erneut Favoritin für den kommenden Song und bekam dabei öffentliche Unterstützung von James Bond Daniel Craig persönlich, der in diesem Film als erster Bond-Darsteller auch als ausführender Produzent fungiert. Studiofotos von ihr mit Lady Gaga schürten weitere Gerüchte um eine mögliche Zusammenarbeit der beiden Superstars. Obwohl sie bis zum Schluss in den Wettbüros sehr populär war, gab es zu ihrer Beteiligung widersprüchliche Berichte. Im Nachhinein wurde berichtet, ihr sei auf Drängen von Craig selbst eine Gage von fünf Millionen Dollar angeboten worden. Sie selbst allerdings soll FKA Twigs dem Regisseur Sam Mendes nahegelegt haben.
Während Adele sich nach Skyfall weitestgehend aus der Öffentlichkeit zurückgezogen hatte, feierte Sam Smith mit seinem Debütalbum Verkaufsrekorde. Zusammen mit seinem hohen Stimmvolumen und ausgewiesenem Sinn für Pathos machte ihn das bereits vor Ankündigung des Filmtitels zu einem vielgenannten Kandidaten und er blieb auch durchgehend ein Favorit bei den Buchmachern. Er selbst wurde angewiesen, seine Beteiligung mehrfach und nachdrücklich zu leugnen und brachte stattdessen seine Freundin Ellie Goulding ins Gespräch. Durch ihre Arbeit mit Koautor Jimmy Napes war sie frühzeitig informiert und platzierte auf Smiths Bitten hin wiederholt und öffentlichkeitswirksam mehrdeutige Botschaften, die vielfach als ihre Bestätigung gedeutet wurden. Infolgedessen wurde sie in den Wettbüros zunehmend als Favoritin gehandelt.
Regisseur Sam Mendes konnte Produzentin Barbara Broccoli überzeugen, als erstes die britische Kultband Radiohead für ein Lied anzufragen. Sie reichten daraufhin das unveröffentlichte Man of War ein. Die Komposition geht zurück auf die ersten Aufnahmen mit ihrem späteren Stammproduzenten Nigel Godrich unmittelbar vor ihrem erfolgreichsten Album OK Computer und wurde bereits damals von Sänger Thom Yorke als James-Bond-Hommage beschrieben. Zwar wurde das Stück für passend befunden, die Produzenten konnten aber im Hinblick auf eine mögliche Oscar-Nominierung nur Originalkompositionen für den Film berücksichtigen. Die Band unterbrach daraufhin die laufenden Arbeiten am Album A Moon Shaped Pool, um ein zeitgenössisches Titelthema zu schreiben. Durch eine anonyme Wette über 15.000 Pfund im Wettbüro William Hill kamen im Juli 2015 auch öffentlich Gerüchte zur Beteiligung von Daniel Craigs Lieblingsband Radiohead auf, die von weiteren Berichten befeuert wurden. Inzwischen wurde auch Smith angefragt und Mendes entschied letztlich gegen Radioheads melancholischeres Stück. An anderer Stelle im Film konnte er das Lied ebenso wenig angemessen einbinden. Die Band machte sich den Song daraufhin wieder zu eigen und veröffentlichte ihn an Heiligabend 2015 schließlich unter dem Filmtitel Spectre, was den Spekulationen ein Ende setzte. Obwohl das Lied für den Film nicht funktioniert hätte, seien sie so zufrieden damit, es im Nachhinein doch noch zu veröffentlichen. Radioheads Titel kombiniert genauso wie Writing’s on the Wall Orchester-Arrangement mit eindringlichem Falsett-Gesang. Eine Studiofassung von Man of War erschien zwei Jahre später als Teil einer Jubiläums-Veröffentlichung von OK Computer, nachdem die Band den Song bereits seit den 90ern auf Konzerten gespielt hatte.
Öffentlich um das Lied beworben hatten sich unter anderem die Stereophonics und Noel Gallagher, wobei letzterer auch in den Wettbüros beliebt war. Auf einige Resonanz stieß ebenfalls Lana Del Reys Interesse am Titellied. Einigen Lieder auf ihrem kurz vor Spectre veröffentlichten Album Honeymoon gestand sie selbst einen passenden Stil zu; Berichten zufolge entspricht eines davon ihrer überarbeiteten Einsendung für den 24. James-Bond-Film. Auch Bonnie Tyler, die 1983 das Titellied zu Sag niemals nie abgelehnt hatte, brachte sich selbst ins Gespräch. Paloma Faith bekundete öffentlich Interesse, wusste jedoch frühzeitig, dass ihr die Gelegenheit verwehrt bleibt. In Fankreisen wurden die Arctic Monkeys oft genannt; Frontmann Alex Turner bewarb sich schon 2011 um ein Titellied und insbesondere bewies er bereits 2008 Insider-Kenntnisse, als er Jack Whites damalige Beteiligung öffentlich machte.

### Komposition und Aufnahmen
Smith bat seinen Agenten darum, für ihn eine Bewerbung für das Spectre-Titellied abzugeben. Daraufhin wurde er in die Pinewood Studios geladen und erhielt bereits frühzeitig von Produzentin Barbara Broccoli und Regisseur Sam Mendes das Drehbuch. Er setzte sich damit intensiv auseinander und besprach sich infolgedessen auch mehrfach mit Regisseur Mendes. Die Idee zum Lied kam ihm spontan im Studio, woraufhin er mit seinem Koautor Jimmy Napes die Komposition innerhalb von 20 Minuten fertiggestellt hatte. Das im Januar 2015 aufgenommene Demo überzeugte die Produzenten, es waren keine weiteren Gesangsaufnahmen notwendig. Mit Daniel Craig hatte Smith bis zu einem späteren gemeinsamen Talkshow-Auftritt keinen Kontakt. Smith bezeichnet das Lied als wichtigste Aufgabe seiner bisherigen Karriere. Er zeigte sich insbesondere stolz auf die Harmonien und den Text. Für letzteren musste sich Smith erstmals in eine fremde Figur hineinversetzen. Mendes selbst hat den Liedtext allerdings noch ein wenig angepasst, um James Bond weniger verletzlich wirken zu lassen. Das britische House-Duo Disclosure wurde später für einen zeitgemäßen und luftigen Sound in die Produktion eingebunden. Da das Lied bereits frühzeitig fertig war, hatte es auch rückwirkend einen gewissen Einfluss auf den fertigen Film. Im Nachhinein bezeichnete Smith seine Herangehensweise als „naiv“.

### Veröffentlichung
| # | Titel                                | Dauer |
| - | ------------------------------------ | ----- |
| A | Writing’s on the Wall                | 4:38  |
| B | Writing’s on the Wall (Instrumental) | 4:38  |

Schon kurz nach Drehbeginn gab Darsteller Ben Whishaw den Hinweis, dass ein bestimmter Künstler für das Titellied vorgesehen sei. Im März sprachen die Filmproduzenten Barbara Broccoli und Michael G. Wilson noch von einer Liste von Interessenten. Im Juli 2015 erklärte Regisseur Sam Mendes, dass das Lied bereits aufgenommen wurde und versprach eine baldige Ankündigung. Am 7. September wurde über die Social-Media-Kanäle von Smith ein Bild verbreitet, das seine Hand mit dem Ring der Geheimorganisation Spectre zeigt. Tags darauf wurde zum Start des weltweiten Kinokarten-Vorverkaufs der Titel zusammen mit dem Coverbild der Single offiziell bekanntgegeben. Am 21. September veröffentlichte Smith – erneut via Social Media – einen Auszug über die ersten beiden Takte mit dem orchestralen Intro. Der vollständige Song feierte am Morgen des 25. September 2015 zunächst in den weltweiten Radiokanälen Premiere und wurde kurz danach auch bei allen bekannten Online-Musikdiensten bereitgestellt. Am 23. Oktober wurde das Lied auf CD veröffentlicht, eine Vinyl-Single folgte am 6. November. Auf dem offiziellen Soundtrack ist das Lied nur gekürzt als Instrumental enthalten.

## Verwendung im Film
Writing’s on the Wall ist über die Titelsequenz von Spectre zu hören, die erneut von Daniel Kleinman gestaltet wurde. Er zeichnet sich für sämtliche der ikonischen Bond-Vorspänne seit 1995 aus mit Ausnahme von dem zu Ein Quantum Trost. Nach Abschluss einer Operation in Mexiko-Stadt untersucht James Bond einen soeben erlangten Ring mit Oktopus-Motiv, woraufhin das Orchester-Intro des Liedes spielt. Mit dem Einsatz von Smiths Gesang beginnt auch die Titelsequenz, die eben jene Tintenfisch-Symbolik aufgreift; sie zeigt zum Beispiel James Bond fließend umschlungen von einer Vielzahl Frauen-Arme. Auch werden die im Liedtext erwähnten Glasscherben aus der Vergangenheit anhand von Motiven der letzten drei Filme visualisiert. Erneut hat Kleinman auch Andeutungen bezüglich Themen und Handlung des Films einfließen lassen. So sieht man beispielsweise Christoph Waltz’ Oberhauser als versehrten Kopf eines Tintenfisches.
Auf Basis des Drehbuchs sammelte Kleinman frühzeitig Ideen in enger Abstimmung mit Regisseur Sam Mendes. Die Dreharbeiten fanden in den Pinewood Studios London statt, wo auch der eigentliche Film gedreht wurde. Während Kameramann Hoyte van Hoytema für Spectre Analogfilm bevorzugte, griff Kleinman für dessen Vorspann wie bereits bei seinen vorigen Arbeiten auf Digitalkameras zurück; er bezeichnet seine Arbeit damit als spontaner und intuitiver.

## Musikvideo
Das Musikvideo wurde bereits vor der Ankündigung gedreht unter Regie von Luke Monaghan und am Morgen des 5. Oktober online veröffentlicht. Smith singt dort das Lied in Rom – einem Schauplatz von Spectre –, während verschiedene Filmausschnitte aus romantischen Szenen zwischen James Bond (Daniel Craig), Lucia Sciarra (Monica Bellucci) und Madeleine Swann (Léa Seydoux) zu sehen sind.

## Rezensionen
Die Wahl von Smith wurde zunächst aufgrund seiner musikalischen Ausrichtung sowie seines Erfolges als folgerichtig begrüßt, die Besetzung eines offen homosexuellen Sängers für das Titellied eines betont maskulinen Franchises als mutig erachtet. Die Meinungen zum Lied indes gingen auseinander; So nannte es die Süddeutsche „Schwächliches Gewimmer“, die Berliner Zeitung wiederum hörte den „besten Bond-Song seit 38 Jahren“. Während vielfach das dramatische Orchesterarrangement hervorgehoben wurde, wurden vor allem Text und Gesang oft als unangemessen betrachtet.

„Die üppige Ballade präsentiert Smiths hinreissendes Falsett […] eine große Errungenschaft“

„Er erfasst sicherlich die Dramatik dieses Auftritts […] ein gut produzierter Titel […] sehr Bond“

„eine radikale Geste“

„Writing’s on the Wall fühlt sich nicht annähernd so zwingend an wie Skyfall. […] der im Refrain erwartete Showstopper stellt sich nicht ein.“

Zustimmung bekam Smith dabei von Spectre-Regisseur Mendes, der das Lied „fantastisch“ nannte. Auch der ehemalige James Bond Roger Moore lobte Smiths Lied als „eindringlich und wundervoll orchestriert“. Komponist David Arnold, der von 1997 bis 2008 die Musik zu den James-Bond-Filmen beisteuerte, meinte, man sollte sich glücklich schätzen, dass sich Smith „auf der Höhe seines Könnens“ dieser Aufgabe angenommen hat. Das Lied würde im Kontext des Films sehr gut passen. Dem pflichtete auch Moneypenny-Darstellerin Naomie Harris bei. Disclosure, die an der Produktion beteiligt waren, zeigten sich genauso beeindruckt. Sie nannten das Stück „fantastisch“ und komplimentierten den klassischen Sound. Es sei das beste, was Smith und Napes bislang zusammen geschrieben haben. Thunderball-Interpret Tom Jones zeigte ebenfalls Unterstützung für Smith’ Besetzung. Smith zeigte sich sowohl von den direkten Reaktionen als auch dem kommerziellen Erfolg überrascht.

## Kommerzieller Erfolg

### Chartplatzierungen
Writing’s on the Wall ist das erste Bond-Titellied, das die Chartspitze der britischen Charts erreichte. Darüber hinaus avancierte es zum Top-10-Erfolg in Ungarn (Rang 2), dem Libanon (Rang 3), Belgien-Wallonien (Rang 4), Belgien-Flandern, Frankreich und der Schweiz (je Rang 5).
| ChartsChartplatzierungen       | Höchstplatzierung | Wochen |
| ------------------------------ | ----------------- | ------ |
| Deutschland (GfK)              | 17 (11 Wo.)       | 11     |
| Österreich (Ö3)                | 11 (9 Wo.)        | 9      |
| Schweiz (IFPI)                 | 5 (19 Wo.)        | 19     |
| Vereinigte Staaten (Billboard) | 71 (2 Wo.)        | 2      |
| Vereinigtes Königreich (OCC)   | 1 (17 Wo.)        | 17     |

| ChartsJahrescharts (2015)    | Platzierung |
| ---------------------------- | ----------- |
| Schweiz (IFPI)               | 73          |
| Vereinigtes Königreich (OCC) | 56          |

### Auszeichnungen für Musikverkäufe
| Land/Region                  | Auszeichnungen für Musikverkäufe (Land/Region, Auszeichnung, Verkäufe) | Verkäufe  |
| ---------------------------- | ---------------------------------------------------------------------- | --------- |
| Australien (ARIA)            | Platin                                                                 | 70.000    |
| Brasilien (PMB)              | Platin                                                                 | 60.000    |
| Dänemark (IFPI)              | Gold                                                                   | 45.000    |
| Italien (FIMI)               | Gold                                                                   | 25.000    |
| Kanada (MC)                  | Platin                                                                 | 80.000    |
| Neuseeland (RMNZ)            | Gold                                                                   | 15.000    |
| Polen (ZPAV)                 | Platin                                                                 | 20.000    |
| Vereinigte Staaten (RIAA)    | Platin                                                                 | 1.000.000 |
| Vereinigtes Königreich (BPI) | Platin                                                                 | 600.000   |
| Insgesamt                    | 3× Gold · 6× Platin ·                                                  | 1.915.000 |

Hauptartikel: Sam Smith/Auszeichnungen für Musikverkäufe

## Trivia
- Writing’s on the Wall war das erste Titellied eines männlichen britischen Solointerpreten seit Tom Jones’ Thunderball aus dem Jahr 1965.[81]
- Auch diesmal war Thomas Newman als Komponist des Filmsoundtracks nicht an der Komposition des Titelliedes beteiligt. John Barry, der die musikalische Identität der Filmreihe nachhaltig und massiv prägte, führte mit From Russia with Love die Tradition der Titellieder ein und fortan waren sie stets integraler Bestandteil des Films und auch eingewoben in den entsprechenden Soundtrack.[60] Seit Barrys Abgang 1987 jedoch wurden nur noch zwei Titellieder in Zusammenarbeit mit dem jeweiligen Filmkomponisten geschrieben: The World Is Not Enough und You Know My Name mit David Arnold.
- Nach All Time High und You Know My Name ist Writing’s on the Wall erst das dritte James-Bond-Titellied, in dessen Text sich kein Verweis auf den Filmtitel findet.
- Wie schon zuvor bei Skyfall wurde ein Künstler ausgewählt, der noch am Anfang seiner Karriere steht. Mit 23 Jahren war Smith der bis dato zweitjüngste Interpret eines Titelliedes zum Zeitpunkt der Veröffentlichung, nur ein Jahr älter als Sheena Easton bei For Your Eyes Only.[60]